# Московский комсомолец
«Моско́вский комсомо́лец» (сокр. «МК») — советская и российская ежедневная (в постсоветский период: понедельник — суббота) общественно-политическая газета.

## История
В советское время «Московский комсомолец» не являлся центральным (то есть всесоюзным) изданием, а был московской областной и городской комсомольской газетой — органом МК и МГК ВЛКСМ; распространялся только на территории Москвы и Московской области; в других регионах СССР за пределами Московской области подписаться на газету или приобрести её в розницу было невозможно. После распада СССР газета преобразована в центральное (федеральное) издание и на данный момент распространяется во всех 85 субъектах Российской Федерации, а также на ближнем и дальнем зарубежье, в том числе странах СНГ. Слоган газеты и всего концерна: «Актуальность и достоверность — не лозунг, а принцип существования».

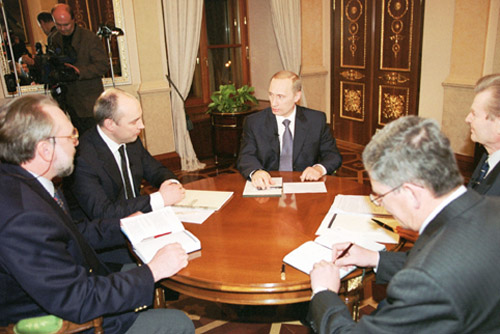
22 марта 2001, Владимир Путин и главные редакторы газет «Известия», «Комсомольская правда», «Труд» и «Московский комсомолец» (крайний слева)

В 1958—1963 годах главный редактор — Михаил Борисов. В 1960-е — 1970-е годы главными редакторами были также Игорь Бугаев, Алексей Флеровский, Евгений Аверин, Александр Удальцов. С 1977 по 1983 газету возглавлял Лев Гущин. С 1983 года главный редактор — Павел Гусев.
Выходит шесть раз в неделю. В советское время объём газеты варьировался от 4 до 8 полос формата A2 (чёрно-белая полиграфия). Объём газеты в постсоветский период варьировался от 6 до 16 полос формата A2 (в период 2004—2008 отдельные выпуски достигали объёма 24 полос).
Выходит также еженедельное издание (по пятницам, с телепрограммой на следующую неделю).
В 1971 году награждена орденом «Знак Почёта».
С 1 октября 2009 года газета выходит в полноцветном варианте.

### Переименования
- Газета основана 11 декабря 1919 года[2][8]. Изначально издание было ориентировано на политически активную молодёжь[2]. Оригинальное название — «Юный коммунар»[2].
- Спустя несколько месяцев газета была переименована в «Юношескую правду»[9].
- В 1924 году, после смерти Владимира Ленина, переименована ещё раз в «Молодого ленинца»[10]. Своё нынешнее название газета обрела только в сентябре 1929 года.
- В 1931—1939 годах газета не издавалась[2]. Издание «Московского комсомольца» возобновилось лишь в 1940 году, но снова ненадолго: с началом войны (в августе 1941 года) наступил ещё один перерыв в её издании[2]. Выпуск издания возобновили 2 октября 1945 года.
- Газета официально (согласно выходным данным) являлась совместным органом МК (Московского областного комитета) и МГК (Московского городского комитета) ВЛКСМ вплоть до сентября 1991 года[2][10].
- В 1990-е рассматривался вариант переименования газеты в «Московский курьер»[11], но он не был принят вследствие опасений редакции относительно возможного резкого сокращения тиражей[12].

### Вклад в историю отрасли
В конце 1970-х и начале 1980-х годов в «Московском комсомольце» публиковались материалы, посвящённые полузапретной в ту пору тематике (неформальные молодёжные движения, рок-музыка, западный кинематограф и пр.). Популярна была «Звуковая дорожка» (известная также как «ZD Awards») — музыкальная рубрика в газете, в дальнейшем — ежемесячный хит-парад под эгидой газеты, а также ежегодная премия в области популярной музыки по итогам этого хит-парада. Первый выпуск «Звуковой дорожки» датирован осенью 1975 года. Рубрика информировала аудиторию о советских исполнителях и звёздах эстрады (как правило, из социалистических стран). В 1977 году читатели впервые получили возможность высказывать свои предпочтения в письменном виде. На основе опросов аудитории был составлен и опубликован первый «Музыкальный парад» (впоследствии переименованный в «Хит-парад „Звуковой дорожки“»).
Журналисты рубрики принимали участие во многих заметных проектах шоу-бизнеса и были иногда их организаторами. В 1987 году Крис Кельми собрал 27 музыкантов и одного журналиста (тогдашнего ведущего «Звуковой дорожки» Евгения Фёдорова) для совместной записи песни «Замыкая круг». Среди музыкантов — кумиры того периода Андрей Макаревич, Александр Градский, Анатолий Алёшин, Константин Никольский, Марина Капуро, Валерий Сюткин, Жанна Агузарова, Александр Кутиков, Владимир Пресняков и многие другие.
На страницах «МК» впервые печатно были воспроизведены некоторые идиомы, например, «четвёртая власть» (в 1986 году).

### Частная газета
После августовского путча 1991 года произошёл конфликт редакции с учредителем (МК и МГК ВЛКСМ) и газета была перерегистрирована, и с тех пор учредителем издания является Закрытое акционерное общество «Редакция газеты „Московский комсомолец“», которым с осени 1992 года единолично владеет главный редактор Павел Гусев.
На момент приватизации издания журналистами (позднее — Павлом Гусевым) только московская подписка газеты составляла около 1 800 000 экземпляров.
В апреле 2022 года главный редактор Павел Гусев был включён в пятый пакет санкций ЕС из-за вторжения России на Украину. Саму операцию издание поддерживало.

### Издательский дом
На базе ежедневной газеты в середине 1990-х создан медиахолдинг. Часть изданий выпускается с единым логотипом.

#### Еженедельные приложения
В линейку издательских проектов (помимо ежедневной газеты «Московский комсомолец») входит ряд еженедельных приложений:
- «МК — российский региональный еженедельник», выходит по средам (формат A3)[20],
- «МК+Суббота и Воскресенье» (формат A3) (до 2008 года называлась «МК-Воскресенье»),
- светский еженедельник и телегид «МК-Бульвар» (формат A4),
- автомобильная газета «МКмобиль» (формат A3, объём 32 полосы, выходит 1 раз в 2 недели)[21][22], с 2013 года существует только в сети под брендом «АвтоВзгляд».
- «Родительский дом» (формат A3)[23].

#### Издания для охотников
С мая 2003 года издаётся журнал «Охота и рыбалка. XXI век», а также «Российская охотничья газета».
Кроме этого, издательский дом выпускал журналы для охотников «Магнум», «Охотничьи собаки», «Природа и охота», «Охотник за трофеями», которые позднее стали частью журнала «Охота и рыбалка. XXI век».

#### Женские издания
C 2001 года совместно с французской компанией «Aguesseau Communication» издается журнал «Атмосфера». С 2005 года начинает выпускаться журнал «Атмосфера красоты».

#### Интернет-проекты
В 2011 году «МК» запускает новые сайты: автомобильный проект «АвтоВзгляд» и портал для охотников «Охотники.ру», в 2012 году — женский журнал WomanHit.ru.
МК. Российский региональный еженедельник и зарубежный проект MK. World Weekly
Проект «МК. Российский региональный еженедельник» появился в 1996 году, когда в городе Воронеже открылась первая региональная газета — еженедельник «МК в Воронеже», а в 1995 году в США вышла в свет первая зарубежная газета под маркой «MK. World Weekly» — «В Новом Свете» (США). Газеты под брендом «МК» распространяются в 65 регионах России от Калининграда до Камчатки и в 15 зарубежных странах. Активно развиваются и интернет-проекты МК в регионах России и в зарубежных странах. В 2021 году в активе «МК» — 80 действующих региональных и зарубежных сайтов. Принцип партнёрства издателей в регионах и за рубежом приносит плоды как в журналистском наполнении газеты, так и в вопросах развития и продвижения марки «МК» на российских и зарубежных рынках.
| МК на Амуре МК в Архангельске МК в Астрахани МК на Алтае МК в Белгороде МК в Брянске МК в Великом Новгороде МК во Владивостоке МК во Владимире МК в Волгограде МК в Вологде МК в Воронеже МК в Дагестане МК-Урал. Свердловская и Курганская область МК в Иваново МК в Ижевске МК-Байкал МК в Марий Эл МК-Поволжье МК в Калининграде | МК в Калмыкии МК в Калуге МК на Камчатке МК в Кирове МК на Колыме МК в Костроме МК на Кубани МК в Красноярске МК в Крыму МК в Кузбассе МК в Ленинградской области МК в Мурманске МК в НАО МК в Нижнем Новгороде МК в Новосибирске МК в Омске МК в Оренбурге МК в Пензе МК в Перми МК в Карелии | МК в Пскове МК на Дону МК в Рязани МК в Самаре МК в Питере МК в Саранске МК в Саратове МК на Сахалине МК в Серпухове МК в Смоленске МК в Сочи МК-Кавказ МК в Тамбове МК в Твери МК в Томске МК в Туле МК в Тыве МК в Тюмени МК в Бурятии МК в Ульяновске | МК в Башкортостане МК в Хабаровске МК в Хакасии МК в Чебоксарах МК-Урал Челябинск МК в Черноземье МК в Чите МК на Чукотке МК-Югра МК в Якутии МК Ямал МК в Ярославле МК в Новом Свете МК в Германии МК-Донбасс МК в Израиле МК в Казахстане МК-Азия МК в Молдове МК в Турции |

## Персоналии

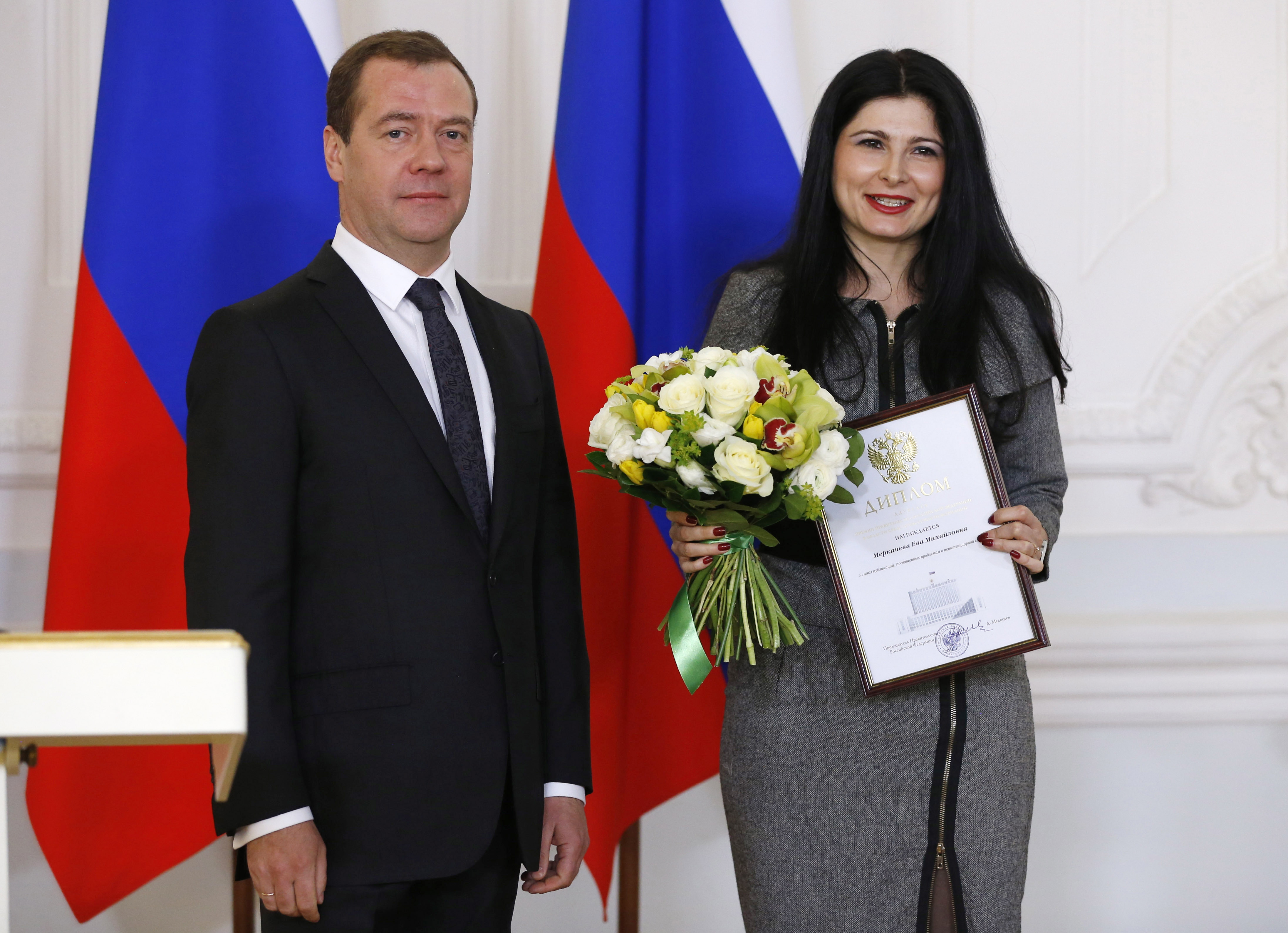
Дмитрий Медведев с обозревателем Евой Меркачёвой во время вручения премии Правительства РФ в области СМИ 13 января 2017 года

В московской молодёжной газете начинали свою карьеру Дмитрий Дибров, Евгений Додолев, Дмитрий Шавырин, Юрий Щекочихин.
Александр Перов в конце 1982 года стал корреспондентом отдела информации, а с 1985 по 1987 годы возглавлял этот отдел, известный своими «неполитическими» тематическими страницами «МК-суббота», «Только для вас» и «Звуковой дорожкой». Работая в «МК», первым открыл для прессы «Лицедеев», Владимира Назарова. Во второй половине 1980-х опубликовал серию интервью со знаковыми фигурами мировой культуры — гитаристом Пако Де Лусия, танцовщиком и балетмейстером Антонио Гадесом, композитором Рави Шанкаром и другими.
Александр Перов в 2014 году вспоминал:

Что такое был «МК» в 80-е годы? Все знают, что тогда в журналистике было две кузницы кадров — «Московский комсомолец» и «Комсомольская правда». «МК» тех лет — это прежде всего люди. Удивительный Саша Аронов… Юра Когтев, редактор отдела информации… Талантливейший и отчаянный Женя Додолев. Потрясающий ироничный Лёва Новожёнов… Вообще в «Комсомольце» тех лет работали удивительные люди, высочайшего класса профессионалы, и в их среде я начал по-настоящему заниматься журналистикой.

Корреспондент газеты Антон Антонов-Овсеенко заведовал редакцией в 1980-е годы.
С изданием сотрудничали многие известные литераторы. В конце 1920-х отдел литературы возглавлял Осип Мандельштам. В газете публиковался Юлиан Семёнов и его дочь Ольга. Александр Аронов постоянно печатался в различных рубриках газеты, работал обозревателем (вёл постоянную колонку) и штатным поэтом, а также некоторое время был одним из её учредителей. Сергей Аман (Хуммедов) работал в газете с 1995 по 2006 год, был ведущим литературной рубрики «Менестрель»; впоследствии описал редакцию и свою работу в ней в романе «Журналюги». В конце 1980-х и начале 1990-х годов в газете работали корреспондентами Анатолий Баранов и Андрей Гусев (был ведущим полосы «Рецепт»).
Александр Хинштейн прославился своими публикациями телефонных переговоров общественных деятелей (т. н. «сливом»).
В «Московском комсомольце» работал Дмитрий Холодов, погибший в результате покушения, предположительно связанного с его профессиональной деятельностью. В 2001 году Дмитрий Быков писал:

…"Московский комсомолец" извлёк из гибели Дмитрия Холодова максимальный рекламный эффект. Это было грязно, подло, это было мерзко, и все это видели. И все молчали, щадя память убитого журналиста.
Единственный (на начало 2011 года) заместитель главного редактора, который не начинал свою карьеру в издании (в период, когда газета стала частной) — Айдер Муждабаев. Про издание, в котором работал, в одном из интервью сказал:

Ни на что не похожая газета. Даже не совсем газета, а целый мир для тех, кто знает её жизнь изнутри.
3 декабря 2016 года обозревателю газеты Еве Меркачёвой за цикл публикаций, посвящённых проблемам в пенитенциарной системе, присуждена премия Правительства Российской Федерации 2016 года в области средств массовой информации.

## Рубрики
От ряда рубрик, популярных в советское время, редакция отказалась, но некоторые пережили реформы. Часть рубрик существенно изменились концептуально, оставив прежнее название.
Постоянные рубрики:
- МК-Футбол
- Автосалон
- Городовой
- Обратная связь
- Бюро столичных дел
- Третий Рим
- Жильё моё
- Глас народа
- Капитал
- Таможня
- Узнай наших!
- Театрариум
- Персона
- Светская жизнь

Рубрика «Звуковая дорожка» существует с 1975 года.
Рубрика «Письма президенту» — публицистические заметки Александра Минкина, выполненные в эпистолярном жанре. Обращения газетчика к главе государства вызывают активную реакцию читателей (на форуме редакционного сайта), хотя к автору отношение у подписчиков газеты неоднозначное, поскольку он начинал свою карьеру с публикаций так называемого «слива» (распечаток телефонных бесед) и выполнял задания Бориса Березовского.
Рубрика «Свободная тема» впервые вышла 1 февраля 2010 года.
Рубрика «Срочно в номер!» — самая популярная рубрика газеты, возникшая в 1989 году. Ошибочно считается правопреемницей рубрики «Из номера в номер».

### Закрытые рубрики

#### «Воскресная встреча»
В середине 1980-х годов, когда газета выходила и по воскресеньям, рубрика «Воскресная встреча» была концептообразующей[неизвестный термин]. Интервью, публиковавшиеся в полосном объёме, отражали тренд социально-активной общественности.
Некоторые беседы определены[кем?] были как знаковые. Например, интервью, которое дал перед отъездом в США редактор журнала «Огонёк» Виталий Коротич, называлось «Час жлоба» и имело широкий резонанс.
Существует рубрика «Субботняя встреча», под которой публикуются беседы объёмом в 1/2 или 3/4 полосы (как правило, левый «отрез»).

#### «Рубрика Капитолины Деловой»
«Мегахаус» («Тинхаус») — музыкальная рубрика, которую вела Капитолина Деловая с 1996 по 2006 годы.

#### «Московия»
Приложение к газете, которое выходило в выпусках по средам в 2000-е годы на четырёх полосах. Занималось освещением событий, происходивших в Московской области. Редактором был военный журналист Виктор Сокирко.

#### «Хроника происшествий»
Появление этой рубрики в 1990 году было расценено[кем?] как сенсационное новаторство, новости криминального характера ранее не группировались в авторские обзоры. Ведущий рубрики — сотрудник Отдела спорта «МК» Владимир Кравченко (Фельдман) эмигрировал в 1993 году в Израиль и новые ведущие не смогли поддержать читательский интерес на до́лжном уровне.

#### «Наш современник»
Престижная в советский период рубрика, представлявшая собой расширенную подпись к фотопортрету героя. На этом месте первой газетной полосы (слева вверху, под логотипом издания) в 1987 году появилась рубрика «Фото номера».

### «Старые» рубрики
Некоторые рубрики, появившиеся в газете ещё до её переучреждения (1991) и приватизации (1992), по-прежнему популярны у подписчиков и постоянных читателей газеты.

#### «Звуковая дорожка МК»
Одна из самых известных рубрик «МК» — «Звуковая дорожка», существующая с 1975 года. Рубрика посвящена отечественной и зарубежной популярной музыке.
С 1977 года проводится читательский хит-парад. С 2003 года вручается премия по итогам годового хит-парада.
Постоянный ведущий рубрики — Артур Гаспарян (ранее: Дмитрий Шавырин, Евгений Фёдоров), постоянные авторы рубрики в прошлые годы — Маргарита Пушкина, Артемий Троицкий, Илья Легостаев и другие. Дмитрий Шавырин, который вёл рубрику с 1983 по 1992 год, покинул редакцию и завёл альтернативную рубрику «Джокер» в популярной тогда газете «Вечерний клуб», однако позднее вернулся в «МК» (со своим проектом «Джокер»).
В середине 1980-х под этой рубрикой были опубликованы первые материалы об известных советских рок-группах, в частности «Кино» и «ЧайФ».

#### «Расследование»
Под этой рубрикой публикуются материалы на криминальную тему и статьи в жанре «журналистские расследования».

#### «Теленеделя»
Рубрика стартовала в 1992 году и её вела журналистка Элина Николаева. Курировал работу этого раздела тогдашний заместитель главного редактора Лев Новожёнов. Некоторые публикации рубрики становились предметом рецензий в других изданиях, популярных в ту пору (таких как «Литературная газета»).
С осени 2009 по настоящее время «Теленеделю» ведёт Александр Мельман.

#### «Ты и я»
Популярная в 1980-х рубрика. Готовилась совместно Отделом коммунистического воспитания и Отделом учащейся молодёжи.
Под этой рубрикой активно выступала Елена Салина, которая позднее (с 2007 по 2011 год) работала заместителем главного редактора газеты «Вечерняя Москва».

### Рубрики, появившиеся после 2000 года

#### «Капля жизни»
В 2009 году газета стала выпускать многостраничное приложение (обычно в 4 газетных полосы), фактически газету в газете, посвящённую проблемам донорства.

#### «Классная работа»
Подборка материалов о проблемах среднего образования в РФ. Интервью с педагогами, очерки об учителях, скандальные репортажи.

#### «Операция „Память“»
Очерки, иногда размером в полосу — о ветеранах Великой Отечественной войны. Рассказы о судьбах фронтовиков, интервью с героями войны.

#### «Сего дня»
Обзор актуальных новостей. Занимает от 1/2 до трёх полос, хотя обычно под новости отводится первый разворот (страницы 2 и 3).
В разделе около двадцати «плавающих» (от выпуска к выпуску) подрубрик: «Город», «Школа», «Террор», «40 градусов» (алкоголь), «Sosеди» (новости из СНГ) и другие.

#### «Там за горизонтом»
Проблемы науки, беседы с учёными, рассказы об открытиях.

#### «Non-стоп»
Подборка новостей информационных агентств на второй полосе объёмом в газетную колонку (крайнюю левую на странице).

## Скандалы и конфликты

### Конфликт с обществом «Память»
В книге «Красная дюжина. Крах СССР: они были против» описано нападение боевиков общества «Память» на коллектив редакции в 1993 году:

Люди Васильева ворвались в здание и устроили бучу на третьем этаже, в редакции… Организатор… по фамилии Детков был привлечён к уголовной ответственности.

### Дело Вадима Поэгли
Общественный резонанс в середине 1990-х вызвало уголовное дело в отношении журналиста Вадима Поэгли, возбуждённое после его публикации о министре обороны Павле Грачёве. В газете она была выпущена под заголовком «Паша-Мерседес. Вор должен сидеть в тюрьме, а не быть министром обороны». После Грачёв подал в суд на газету, и весной 1995 года он выиграл процесс.
Поэгли приговорили к 1 году исправительных работ, но он был амнистирован по случаю 50-летия со дня Победы в ВОВ. Накануне суда произошло показанное по телевидению примирение Павла Гусева и Павла Грачёва, где они пожали друг другу руки. Такой шаг Гусева вызвал недовольство среди части редакции газеты. Трое сотрудников (Александр Минкин, Алексей Меринов и Юлия Калинина) подали заявления об уходе, но Гусеву удалось погасить конфликт и убедить всех остаться, сам же Поэгли в этой акции журналистского протеста участие не принимал.
30 сентября 1997 года по поручению Павла Гусева Поэгли купил для «МК» на аукционе тот самый «Мерседес» бывшего министра обороны, из-за статьи о котором и возник конфликт.

### Обвинения в ксенофобских публикациях
В последние годы материалы газеты содержат много высказываний, расцениваемых как ксенофобские. В результате мониторинга ряда российских средств массовой информации, проведённого «Московской Хельсинкской группой» и Центром развития демократии, газета «Московский комсомолец» признана «безусловным лидером по количеству высказываний, способствующих возбуждению национальной розни» в 2003 году.
В 2005 году издание получило анти-премию Союза прессы Северного Кавказа «Черное перо России».

### Дебаты о платных публикациях
В 2001 году PR-компания Promaco PR/CMA объявила, что «Московский комсомолец» и ещё 12 различных изданий занимаются джинсой.
В 2004 году издание вновь стало жертвой разоблачительного эксперимента: речь шла об «успешной попытке публикации[где?] ряда статей за деньги. В результате в „чёрный список“ борцы[кто?] за чистоту помыслов внесли девять изданий», среди которых была и эта популярная газета (недоступная ссылка).

### Атака на сайт
В начале декабря 2009 года в результате хакерской атаки на сайт издания было, как утверждали представители редакции, уничтожено всё его содержимое, включая редакторский интерфейс и архив за прошлые годы. Газете, по словам представителей редакции, был нанесён серьёзный финансовый ущерб.

### Конфликт вокруг статьи «Политическая проституция сменила пол»
16 марта 2013 года в «МК» появилась статья Георгия Янса «Политическая проституция сменила пол». В ней автор писал о политической карьере женщин-депутатов Госдумы от «Единой России»: Ольги Баталиной, Екатерины Лаховой и Ирины Яровой.
В тот же день депутат Госдумы единоросс Андрей Исаев в твиттере пообещал «жёстко» разобраться с авторами, позволившими себе «грязный наезд на трёх женщин депутатов», назвав при этом блогеров, ответивших на его твит, «мелкими тварями», которые «им безразличны».
20 марта 2013 года депутаты от «Единой России» Сергей Неверов, Александр Сидякин, Сергей Железняк, Роберт Шлегель, Ольга Баталина, Екатерина Лахова и Михаил Маркелов написали запросы в генпрокуратуру и МВД, где попросили проверить публикацию в «Московском комсомольце» рекламы «сомнительного характера». По их мнению, главный редактор «МК» «не может не знать об истинном характере данных объявлений». Этот шаг депутатов «Газета.ру» связала с конфликтом Андрея Исаева с «МК».
22 марта 2013 года депутаты-единороссы потребовали вернуть в собственность Москвы здание редакции «Московского комсомольца». Инициаторами выступили четверо членов фракции «ЕР» — Анатолий Выборный, Даниил Волков, Владимир Поневежский и Валерий Трапезников.
В октябре 2013 года неизвестные забросали редакцию газеты дымовыми шашками. Павел Гусев считает, что за нападением стоят «некоторые люди из „Единой России“, а сама акция является очередной местью за статью „Политическая проституция сменила пол“».

### Вторжение России на Украину
19 июня 2022 года в телеграм-канале издания появилась новость «Украинского парамедика Юлию Паевскую, которую оккупанты захватили в середине марта в Мариуполе, освободили из плена». Позже пост был отредактирован, теперь Паевская стала «ярой националисткой», которая «была взята в плен». Позже «Московский комсомолец» объяснил «грубейшей опиской» саму новость, на следующий день вышло специальное заявление, согласно которому «виновные в произошедшем наказаны строжайшим образом, вплоть до увольнения».

### Задержание журналиста Льва Сперанского
16 августа 2022 года сотрудники правоохранительных органов задержали журналиста Московского Комсомольца Льва Сперанского.
Со слов соседей, в квартиру где проживает журналист, его жена и двое детей прибыли крепкие мужчины, которые представились сотрудниками полиции. Телефоны журналиста и его жены сначала не отвечали, а затем оказались заблокированными, сообщили сотрудники издания, которые также уточнили, что здоровье жены требует «особого внимания». Позже выяснилось, что журналист находится в здании Главного следственного управления ГУ МВД РФ по Москве и его допрашивают. По словам самого Сперанского, речь идет об уголовном деле о вымогательстве у одного из богатейших россиян Алишера Усманова и у одного из самых богатых казахстанцев Кенеса Ракишева.

## Некоторые факты
- Периодически на первой полосе публикуется объявление, в котором предлагается вознаграждение за потенциально интересные данные. Размер премии от 2500 до 5000 рублей. Указывается телефон и факс для связи (на плашке рубрики «Срочно в номер», которая выполнена в виде несимметричного мазка голубого цвета, на котором курсивом-вывороткой написано название рубрики).
- 20 ноября 1986 года номер газеты не вышел из-за вмешательства властей и спецслужб[79].
- В избирательной кампании 1999 года участвовали двое журналистов газеты — Александр Минкин и Александр Хинштейн. Дмитрий Быков писал об этом[80]:

Минкин уже предпринимал однажды попытку пройти в Думу, но не преуспел. Его можно назвать литератором лишь с большой натяжкой, поскольку главные его интересы связаны с педагогикой… Сложнее с Хинштейном: что забыл в Думе этот позор нашего цеха, угадает не всякий. Конечно, неприкосновенность ему весьма пригодится, но говорят, что её отменят… Наконец, в смысле самоутверждения Хинштейну, по-моему, тоже следует знать меру: если человек с его манерами получил собственную телепрограмму, это ещё не значит, что он может появляться на витрине русской государственности.

- После приобретения (весной 1999 года) 80 % «Коммерсанта» инвестиционным фондом «American Capital» (купившим акции у основателя издания Владимира Яковлева и финансового директора Бориса Каськова)[81], под контролем Бориса Березовского оказались три ежедневные «качественные газеты»: «Коммерсантъ» (главный редактор Андрей Васильев), «Независимая газета» (главный редактор Виталий Третьяков), «Новые Известия» (главный редактор Игорь Голембиовский)[82]. Для собственника стала очевидной необходимость реструктуризации подконтрольных медиаресурсов с целью достижения адекватного эффекта синергии и для эффективного взаимодействия между печатными и электронными СМИ. Наименее ценный бренд («Новые Известия») решено было превратить в базу нового издательского концерна развлекательной направленности. Предполагалось поэтапно модернизировать производство и создать на фундаменте ежедневного издания концерн, специализирующийся на «светской тематике»[83]. Цель — создание альтернативы газете «Московский комсомолец», то есть т. н. «группа Березовского» планировала обзавестись «боевым листком» на поле жёлтой прессы накануне президентских выборов 2000 года для того, чтобы иметь возможность вести адекватный диалог с таблоидами, ориентированными на политических оппонентов (группу тандема Лужков-Примаков)[84]. Десять лет спустя эксперты отмечали[85]:

Уместно вспомнить попытку организации в ходе выборов 1999 года «антилужковской» газеты «Московская комсомолка» (ответвления тогдашних «Новых Известий»), в пику газете «мужского пола» «МК», поддерживавшей действующего мэра.
- В здании редакции в октябре 2011 года открыта (как автору газеты) мемориальная доска писателю Юлиану Семёнову[86].
- В романе Сергея Амана (Хуммедова) «Журналюги»[87] редакция «МК» послужила прототипом редакции «Московского богомольца», а главный редактор «МК» Павел Гусев стал прототипом одного из главных персонажей — Павла Лебедева, главного редактора газеты «Московский богомолец»[88][89].